# PKO Bank Polski
PKO Bank Polski este cea mai mare bancă din Polonia, fiind deținută de către statul polonez, și având peste 37,000 de angajați.
1. ↑   (PDF) https://www.pkobp.pl/media_files/65ceb636-27eb-4dd8-b892-4e48c0d84352.pdf Lipsește sau este vid: |title= (ajutor)
2. ↑   http://prawo.sejm.gov.pl/isap.nsf/DocDetails.xsp?id=WDU19480520412 Lipsește sau este vid: |title= (ajutor)
3. ↑  GRID, accesat în 13 mai 2020
4. ↑   https://www.lobbyfacts.eu/datacard/powszechna-kasa-oszczędności-bank-polski-spółka-akcyjna?rid=129427193168-74 Lipsește sau este vid: |title= (ajutor)